# Bijan Zamani
Bijan Zamani (* 16. Oktober 1975 in Berlin) ist ein deutscher Film- und Theaterschauspieler.

## Leben
Bijan Zamani absolvierte seine Schauspielausbildung von 1997 bis 2001 an der Hochschule für Schauspielkunst „Ernst Busch“ in Berlin.
Von 2001 bis 2005 war er am Staatstheater Mainz engagiert, wo er u. a. den Ariel in Shakespeares Spätwerk Der Sturm, den Petersburger Beamten Chlestakow in Der Revisor und den Flieger Yang Sun in Brechts Der gute Mensch von Sezuan spielte.
Ab der Spielzeit 2005/06 war er mit Beginn der Intendanz von Hasko Weber bis 2013 festes Ensemblemitglied am Schauspiel Stuttgart. Er wirkte dort u. a. in Inszenierungen von Hasko Weber, René Pollesch, Volker Lösch und Thomas Dannemann mit. Im Februar 2012 führte er im Rahmen des Autorenwochenendes „Freiheit und Kunst“ bei dem Stück Zwei arme, polnisch sprechende Rumänen von Dorota Masłowska die Regie.
Ab der Spielzeit 2014/15 war Zamani bis zum Ende der Spielzeit 2017/18 festes Ensemblemitglied am Residenztheater München. Im Februar 2016 übernahm er am Münchner Residenztheater unter der Regie von Antoine Uitdehaag die Hauptrolle des Amir Kapoor in der deutschen Erstaufführung des Theaterstücks Geächtet des US-amerikanischen Autors und Pulitzerpreisträgers Ayad Akhtar.
2022 gastierte er an der Bayerischen Staatsoper München in der Musiktheater-Produktion Bluthaus. Im Sommer 2022 übernahm in einer Koproduktion mit dem Burgtheater Wien bei den Salzburger Festspielen die Rollen des Protasius in dem Theaterstück Ingolstadt nach  dem Schauspiel Fegefeuer in Ingolstadt und der Komödie Pioniere in Ingolstadt von Marieluise Fleißer. 2023 spielte er bei den Bad Hersfelder Festspielen den Edgar in König Lear (Regie: Tina Lanik). 2024 war er bei den Bad Hersfelder Festspielen als Bettler Filch und als „prolliger“ Pastor Kimball in Die Dreigroschenoper zu sehen.
Zamani wirkte auch in zahlreichen Film- und Fernsehproduktionen mit, wo er häufig in Rollen ausländischer Herkunft oder mit Migrationshintergrund besetzt wurde. In dem Kinofilm Ohne dich (2014) spielte er Navid, den Ex-Freund und ehemaligen Arbeitgeber der Putzfrau Layla (Meral Perin), der sie wegen einer jüngeren Frau verlassen hat. In der ZDF-Krimireihe Unter Verdacht war Zamani in der Folge Betongold (2016) als tatverdächtiger bulgarischer Bauleiter Metodi Nontchew zu sehen.
In der 21. Staffel der ZDF-Serie SOKO Leipzig (2020) spielte Zamani den Archäologen und Kunsthistoriker Dr. Yasim Anwar und Vater der Polizeiermittlerin Kim Nowak (Amy Mußul). In der 23. Staffel der ZDF-Krimiserie Die Rosenheim-Cops (2023) hatte er eine Episodenrolle als tatverdächtiger Schwager eines ermordeten adeligen Gutsbesitzers. In der 4. Staffel der Krimiserie Watzmann ermittelt (2025) war Zamani als tatverdächtiger reicher saudi-arabischer Geschäftsmann Al Ahyan zu sehen.
Zamani arbeitete auch als Sprecher für Hörbücher und Hörspiele, u. a. in Republik der Verrückten (2012, gesendet 2013 auf Deutschlandradio Kultur).
Zamani, dessen Name persischer Herkunft ist, lebt in München.

## Theater (Auswahl)

### Schauspiel Stuttgart
- 2005: Faust (als Mephisto). Inszenierung: Hasko Weber
- 2009: Woyzeck (als Woyzeck). Inszenierung: Michael Baumann/Eike Hannemann
- 2009: Nachtasyl. (als „Der Sozialarbeiter“, im Original: Pilger Luka). Inszenierung: Volker Lösch
- 2011: Der gute Mensch von Sezuan (als  Wasserverkäufer Wang). Inszenierung: Thomas Dannemann
- 2013: Die Orestie (als Aigisthos). Inszenierung: Volker Lösch

### Residenztheater München
- 2014: Madame Bovary (als Rodolphe Boulanger). Von Albert Ostermaier nach dem Roman von Gustave Flaubert. Inszenierung: Mateja Koležnik
- 2015: Drei Schwestern (als Soljenyi). Inszenierung: Tina Lanik
- 2015: Antonius und Cleopatra (als Maeccenas). Inszenierung: Thomas Dannemann
- 2015: König Ödipus (als Kreon), Inszenierung: Mateja Koležnik
- 2015: Das goldene Vlies (als Phryxus). Inszenierung: Anne Lenk
- 2016: Geächtet[18] (als Amir Kapoor). Von Ayad Akhtar. Inszenierung: Antoine Uitdehaag
- 2017: Tartuffe (als Cléante). Inszenierung: Mateja Koležnik
- 2018: Rückkehr in die Wüste[19] (als Hausangestellter Aziz). Von Bernard-Marie Koltès. Inszenierung: Amélie Niermeyer

### Metropoltheater München
- 2021: Die Wahrheiten (als Erik). Von Lutz Hübner und Sarah Nemitz. Inszenierung: Jochen Schölch
- 2023: Post von Karlheinz (als Autor). Nach Hasnain Kazim. Inszenierung: Jochen Schölch
- 2024: Der Fiskus. Von Felicia Zeller. Inszenierung: Alexander Weise
- 2025: Kurzschluß (als David). Von Noa Lazar-Keinan. Inszenierung: Philipp Moschitz

### Bayerische Staatsoper München
- 2022: Bluthaus (als Herr Fuchs / Herr Dr. Rahmani). Von Georg Friedrich Haas und Claudio Monteverdi (Musik) und Händl Klaus (Text). Libretti von Ottavio Rinuccini. Musikalische Leitung: Titus Engel. Inszenierung / Choreografie: Claus Guth

### Bad Hersfelder Festspiele
- 2023: König Lear (als Edgar). Nach William Shakespeare. Inszenierung: Tina Lanik
- 2025: Kunst (als Yvan). Von Yasmina Reza. Inszenierung: Antoine Uitdehaag

### Zentraltheater München
- 2024: Der stumme Diener[20][21] (als Auftragsmörder Gus). Von Harold Pinter. Inszenierung: Antoine Uitdehaag

## Filmografie (Auswahl)
- 2001: Viktor Vogel – Commercial Man (Kinofilm)
- 2006: Mimikry (Kurzfilm)
- 2006: Janek (Kurzfilm)
- 2009: Das Brautkleid (Kurzfilm)
- 2009: Tatort: Herz aus Eis (Fernsehreihe)
- 2009: Tatort: Tödlicher Einsatz (Fernsehreihe)
- 2010: SOKO Stuttgart (Fernsehserie; Folge: Lösegeld)
- 2011: SOKO Wien (Fernsehserie; Folge: Verraten und verkauft)
- 2013: Saturntage (Kurzfilm)
- 2013: Willkommen bei Habib (Kinofilm)
- 2013: Küstenwache (Fernsehserie; Folge: Die Hand des Teufels)
- 2014: Ohne dich (Kinofilm)
- 2016: Unter Verdacht: Betongold (Fernsehreihe)
- 2020: Der Bergdoktor (Fernsehserie; Folge: Zwei Wahrheiten)
- 2020: SOKO Leipzig (Fernsehserie; Folge: Vandalengold)
- 2021: Sturm der Liebe (Fernsehserie)
- 2021: Die Rosenheim-Cops (Fernsehserie; Folge: Ein anonymer Anruf)
- 2021: Die Chefin (Fernsehserie; Folge: Der Wolf)
- 2023: Mit Harpunen schießt man nicht (Fernsehfilm)
- 2023: Himmel, Herrgott, Sakrament (Fernsehserie, zwei Folgen)
- 2023: Die Rosenheim-Cops (Fernsehserie; Folge: Adel verpflichtet)
- 2025: Watzmann ermittelt (Fernsehserie; Folge: Unter Falken)

## Hörfunk-Features/-Dokumentationen
- 2006: Wir sind die Soldaten der Arbeitermacht – Vom Alltag in der NVA – Autor: Thomas Gaevert – SWR Dschungel, 30 Min.
- 2013: Der Fall Bischofferode – Wie die Treuhandanstalt die ostdeutsche Kaliindustrie abwickelte – Autor: Thomas Gaevert – SWR2 Feature, 55 Min.[22][23][24][25]

## Ehrungen und Auszeichnungen
- 2017: Nominierung für den Kurt-Meisel-Preis der Freunde des Residenztheaters e.V. für herausragende künstlerische Leistung